# 緣膜樸麗魚
緣膜樸麗魚，為輻鰭魚綱鱸形目隆頭魚亞目慈鯛科的其中一種，被IUCN列為易危保育類動物，分布於非洲Nabugabo湖流域，體長可達10.8公分，棲息在沙泥底質水域，屬雜食性，生活習性不明。

## 擴展閱讀
維基物種上的相關：緣膜樸麗魚